# Nervo spinale
I nervi spinali corrispondono ai nervi uscenti dalle porzioni laterali del midollo spinale lungo il decorso della colonna vertebrale, attraversando i fori intervertebrali. 
Sono 31 paia (33 paia se consideriamo gli ultimi due nervi coccigei che sono rudimentali) e sono dotati di una radice sensitiva dorsale, uscente dal solco postero-laterale, e di una radice motoria ventrale, uscente dal solco antero-laterale.

## Aspetto istologico
Ogni nervo è avvolto da tre strati di tessuto connettivo:
- Epinevrio: costituito da collagene, si continua con la dura madre che avvolge il midollo spinale
- Perinevrio: suddivide il nervo in piccoli compartimenti contenenti fasci di assoni, detti fascicoli
- Endonevrio: le fibre connettivali circondano i singoli assoni; ospita le diramazioni dei capillari che forniscono le sostanze nutritive agli assoni e alle cellule di Schwann

## Origine dei nervi spinali

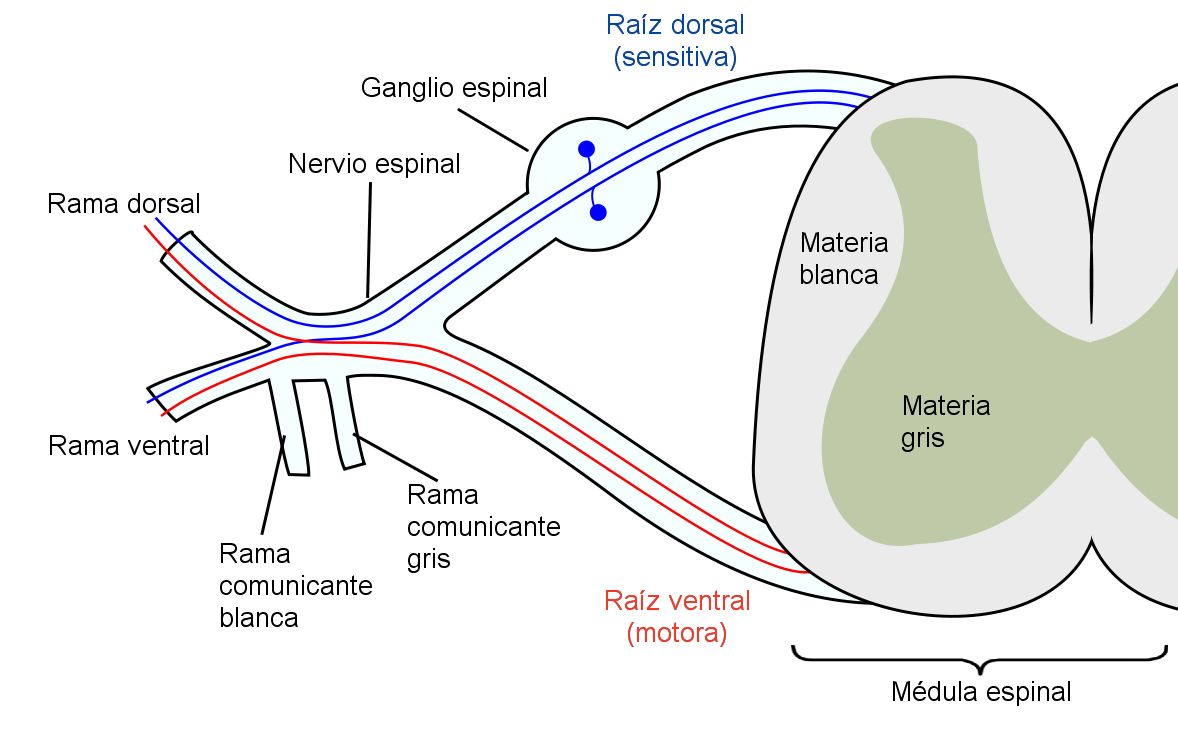
Sezione del midollo spinale, con radice ventrale e dorsale nella formazione del nervo misto

Nel midollo spinale vi è la sostanza grigia, raggruppamento neuronale a forma di "H" che decorre lungo tutto il midollo spinale; essa presenta degli ispessimenti notevoli a livello del tratto cervicale e lombare per via della formazione dei relativi plessi con conseguente abbondanza di neuroni spinali. A circoscrivere la sostanza grigia vi è la sostanza bianca, costituita dall'insieme delle fibre nervose provenienti dall'encefalo o dai neuroni spinali del proprio o di un altro neuromero.
Dagli apici delle corna posteriori della sostanza grigia emergono due radici dorsali (una dal lato sinistro ed una dal lato destro) e, dalle corna anteriori, due radici ventrali avvolte dalla pia madre. Le radici dorsali contengono gli assoni sensoriali e quelle ventrali contengono gli assoni motori. Poiché il corpo è simmetrico, la stessa cosa accade sia sul lato destro che su quello sinistro per ogni vertebra della colonna vertebrale.
Le radici dei nervi attraversano lo spazio subaracnoideo, e sono inguainate dall'aracnoide e dalla dura madre, che le accompagna nel foro intervertebrale; quelle dorsali continuano verso l'esterno formando lungo il percorso il ganglio spinale (che accoglie i pirenofori dei neuroni sensitivi primari). Le radici ventrali proseguono dal midollo spinale e si incontrano con le corrispondenti radici nervose dorsali in un punto successivo al ganglio: a questo punto si origina il nervo misto. 

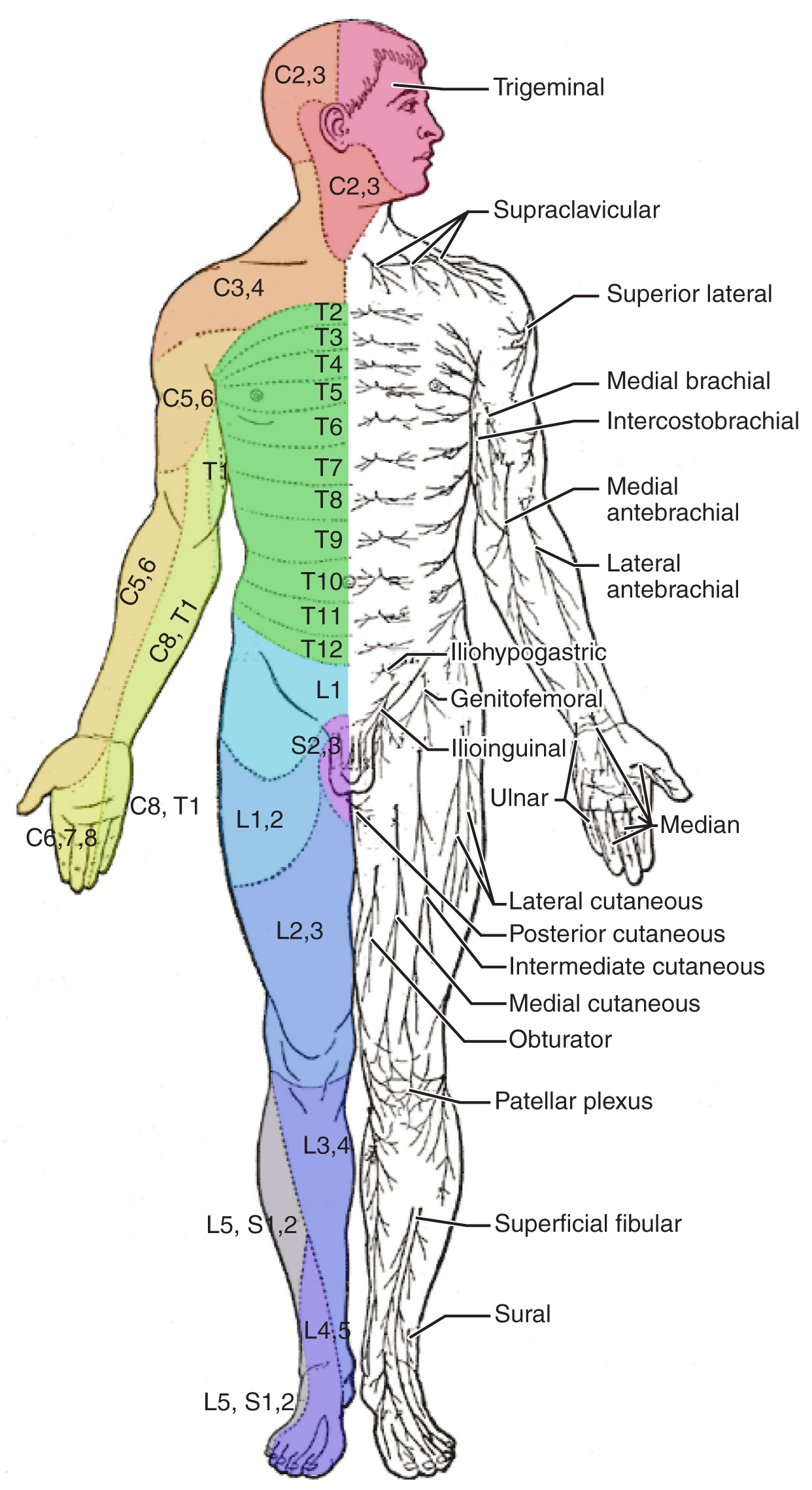
Dermatomeri del corpo umano

In seguito, le fibre nervose sensitive si direzioneranno ai territori di innervazione propri, come la cute, mentre le fibre motorie si direzioneranno al relativo muscolo.

## Dalle radici spinali ai plessi nervosi
I rami nervosi dorsali portano l'innervazione sensitiva e motoria del muscoli del dorso, mentre i rami ventrali dei tratti cervicale e lombosacrale formano i plessi nervosi, da cui provengono i nervi sensoriali e motori degli arti.

### I rami dorsali
I rami posteriori sono nervi misti, di cui i principali sono i primi tre cervicali:
- il nervo sottocipitale, motorio, per i muscoli della nuca
- il nervo grande occipitale, misto, per i muscoli della nuca e per la pelle della regione occipitale
- il nervo piccolo occipitale, misto, che si distribuisce ai muscoli e alla pelle della regione occipitale.

### I rami ventrali
I plessi dei rami ventrali sono:
- Il plesso cervicale (C1-C4): c'è un'anastomosi con parte dell'ipoglosso (XII nervo cranico) nell'ansa cervicale e C4 si anastomizza col plesso brachiale.
- Il plesso brachiale (C5-T1): anastomosi da rami del plesso cervicale e del secondo nervo toracico. Dà origine, tra gli altri, ai nervi radiale, mediano, muscolo-cutaneo e ulnare.
- Il plesso lombare (L1-L4): con rami dal dodicesimo intercostale. Dà origine, tra gli altri, al nervo femorale e all'otturatorio.
- Il plesso sacrale (L4-S3): tutti i nervi spinali confluiscono nel nervo ischiatico.
- Il plesso pudendo (S3-S4): con un contributo di fibre dal secondo sacrale, dà origine al nervo pudendo.
- Il plesso coccigeo (S5-Cc1): generalmente con un contributo del quarto sacrale.

## Classificazione topografica
I primi sette nervi cervicali (da C1 a C7) escono dal canale vertebrale sopra la rispettiva vertebra cervicale (C1 esce superiormente alla prima vertebra cervicale, C2 sopra alla seconda, ecc.): il primo nervo cervicale esce nello spazio delimitato dall'osso occipitale e dall'atlante; dal secondo al settimo nervo cervicale passano nel foro delimitato dalla vertebra di numero precedente e quella di numero corrispondente (il nervo C2 esce tra C1 e C2); l'ultimo nervo cervicale, C8, esce attraverso il foro delimitato dall'ultima vertebra cervicale e dalla prima vertebra toracica.
Tutti gli altri nervi spinali fuoriescono sotto la vertebra corrispondente. Dei dodici nervi toracici i primi undici escono attraverso il foro delimitato dalla vertebra di numero corrispondente e dalla vertebra di numero seguente (il nervo T1 esce tra T1 e T2), il dodicesimo esce attraverso il foro delimitato dall'ultima vertebra toracica e dalla prima vertebra lombare.
Dei cinque nervi lombari i primi quattro escono attraverso il foro delimitato dalla vertebra di numero corrispondente e dalla vertebra di numero seguente, l'ultimo attraverso il foro delimitato dall'ultima vertebra lombare e l'osso sacro.
Dei cinque nervi sacrali i primi quattro escono attraverso i corrispondenti fori sacrali, tranne l'ultimo, che esce tra l'osso sacro e il coccige.
Solo il primo paio dei nervi coccigei merita considerazione, in quanto gli ultimi due (Cc2 e Cc3) sono rudimentali; esso emerge lateralmente al coccige ed esce tra la prima e seconda vertebra coccigea.

## Rilevanza diagnostica dei nervi spinali
Il gruppo dei muscoli innervati da una certa radice spinale costituisce il miotomo di quella radice nervosa; un dermatomero è invece l'area sensoriale della cute innervata da un nervo spinale; il neuromero infine corrisponde alla radice spinale che compone il nervo spinale diretto all'inervazione di uno specifico dermatomero e miotomo. 
Questo è molto importante nella diagnosi dei problemi neurologici, poiché le lesioni di una o più radici nervose si manifestano con schemi tipici di difetti neurologici (debolezza muscolare, perdita di sensibilità) che permettono la localizzazione della lesione che li causa.